# Osric de Deira
Osric (murió 633 o 634) fue un rey de Deira (632–633 o 633–634) un antiguo reino en el norte de Inglaterra. Fue un primo del rey Edwin de Northumbria, siendo el hijo del tío de Edwin, Aelfrico. Osric fue el padre de Oswino.
Después de que Edwin murió en batalla en contra de Cadwallon ap Cadfan del Reino de Gwynedd y Penda de Mercia, Northumbria cayó en el caos, con Eanfrido, tomando poder del sub-reino de Bernicia y Osric tomando poder en Deira. Según Beda, Osric fue, al igual que Eanfrido, un cristiano que se reconvirtió al paganismo después de haber tomado el poder.
Sin embargo, Cadwallon continuó su destructiva invasión de Northumbria. Beda cuenta que Osric arrinconó a Cadwallon "en una fuerte ciudad", pero Cadwallon "salió de repente con todas sus fuerzas, por sorpresa, y lo destruyó a él y a todo su ejército."
El año en el que él y Eanfrido reinaron separadamente en Northumbria, fue tan aborrecido por su paganismo, que futuros historiadores mencionarían este año como parte del reino del próximo rey, tratando de borrar este episodio de la historia.
| Predecesor: Edwin | Rey de Deira 632/633 - 633/634 | Sucesor: Oswaldo |